# 車府一
蝎虎座15（车府一），又名BD+42 4521，HD 216397、SAO 52436、HR 8699，是蝎虎座的一颗恒星，视星等为4.94，位于銀經100.97，銀緯-14.41，其B1900.0坐标为赤經22h 47m 31.3s，赤緯+42° -14.41′ 51″。